# عصب زندي
العَصَبُ الزَّنْدِيّ (بالإنجليزية: Ulnar nerve)‏ هو العصب الذي يمتد بالقرب من العظام الزند، وهو أكبر عصب في جسم الأنسان دون وقاية (غير محمي بواسطة العضلات أو العظام) لذلك تكون الإصابة محتملة بنسبة أكبر.
العصب الزندي يعطي التغذية العصبية الحسية للجانب الإنسي من ظاهر من يد (ظاهر الخنصر وظاهر النصف الإنسي للبنصر).

## صور

الضفيرة العضدية
الضفيرة العضدية موضحة مع مسارات الأعصاب الشوكية
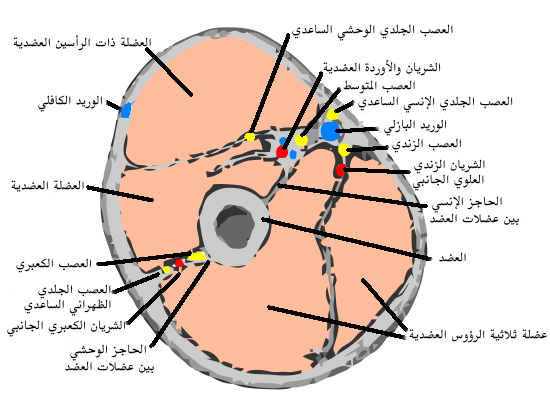
مقطع عرضي خلال منتصف الجزء الأعلى من الذراع.
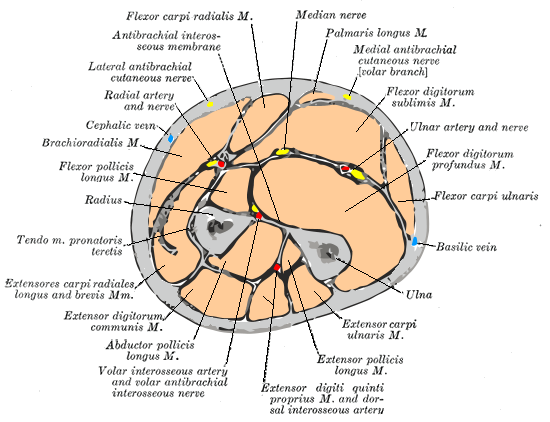
مقطع عرضي خلال منتصف الساعد.
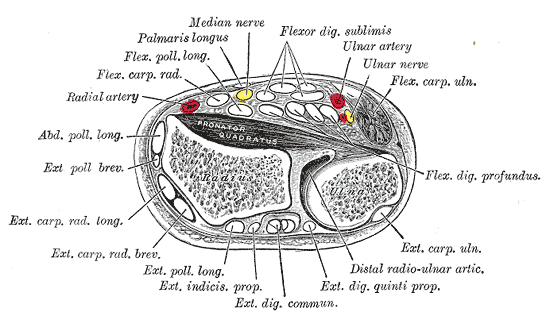
مقطع مستعرض عبر النهايتين القاصيتين للزند والكعبرة.
مقطع مستعرض عبر الرسغ والأصابع.
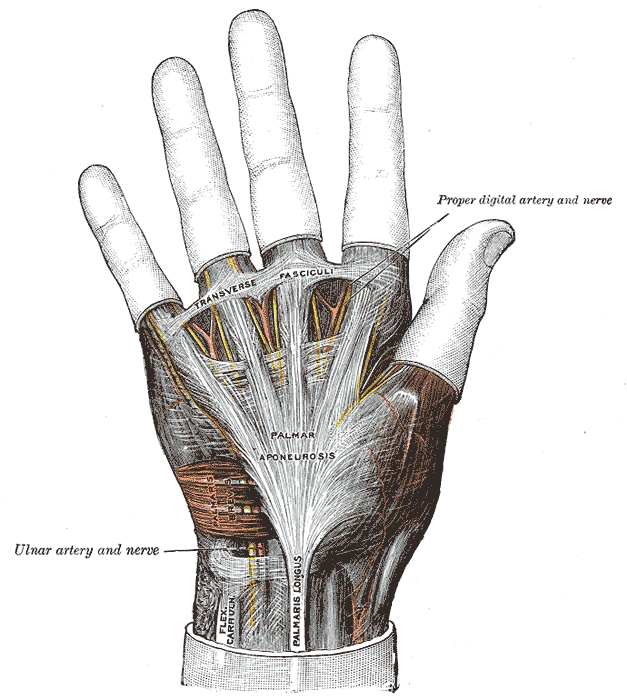
السفاق الراحي.
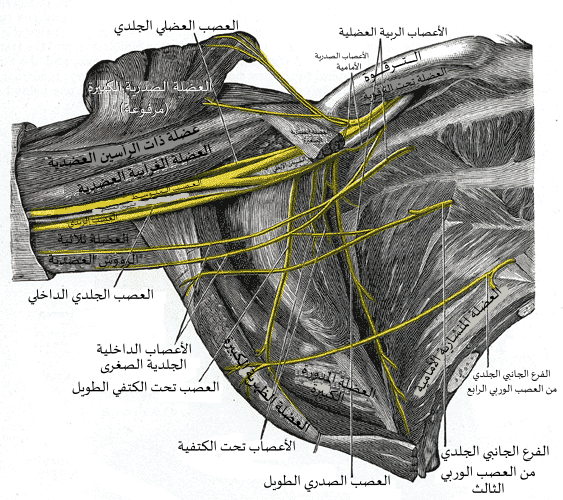
الضفيرة العضدية اليمنى (الجزء تحت الترقوة) في الحفرة الإبطية; كما تُرى من الأمام ومن أسفل.
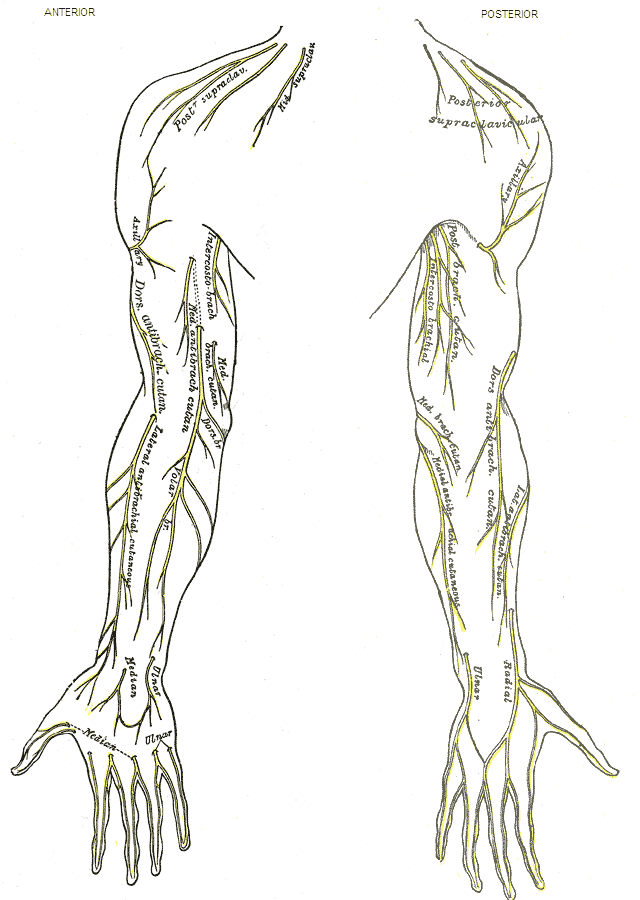
الأعصاب الجلدية للطرف العلوي الأيمن.
مخطط للتوزيع القِطَعي للأعصاب الجلدية للطرف العلوي الأيمن.
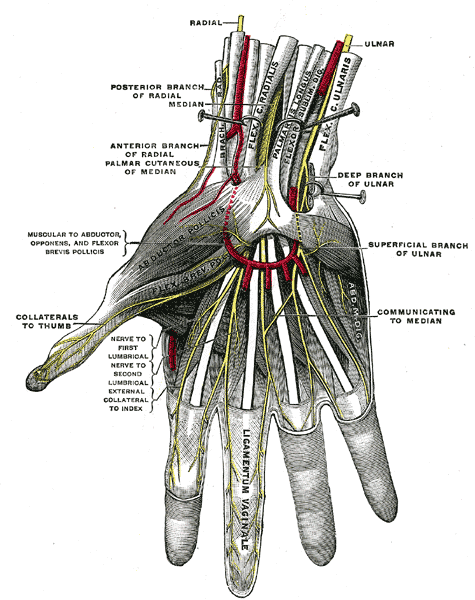
الأعصاب السطحية لراحة اليد.
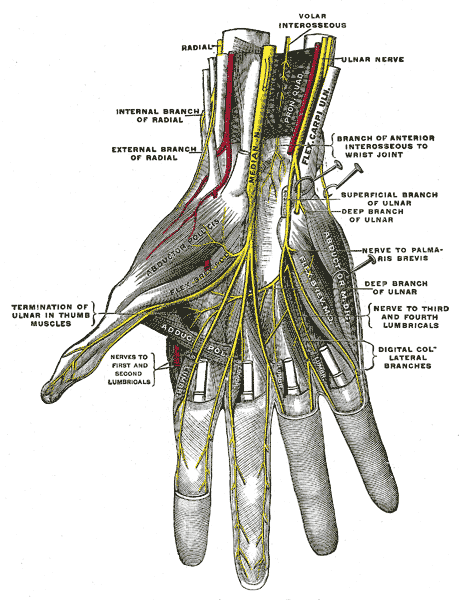
الأعصاب العميقة لراحة اليد.
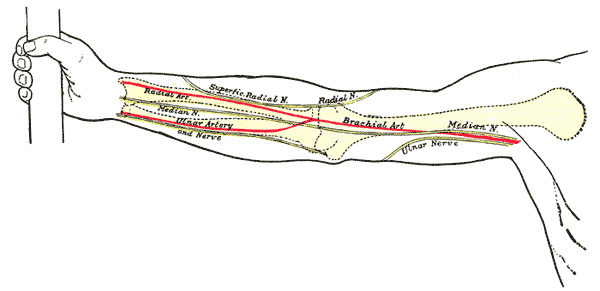
الجانب الأمامي من الطرف العلوي الأيمن, مظهراً العلامات السطحية للعظام, والشرايين, والأعصاب.
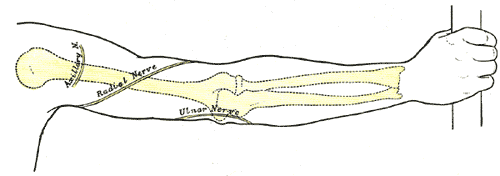
الجانب الخلفي من الطرف العلوي الأيمن, مهراً العلمات السطحية للعظام والأعصاب.